# 費薩爾清真寺
費薩爾清真寺（乌尔都语：‎，拉丁化：Shah Faisal Masjid），位于巴基斯坦首都伊斯兰堡，是巴基斯坦的国家清真寺。它是巴基斯坦乃至南亚地区最大的清真寺，同时也是世界第六大清真寺。清真寺由沙特阿拉伯国王费萨尔·本·阿卜杜勒-阿齐兹·阿勒沙特出资修建，并以其名冠名。建筑风格以贝都因人帐篷为灵感。

## 图库

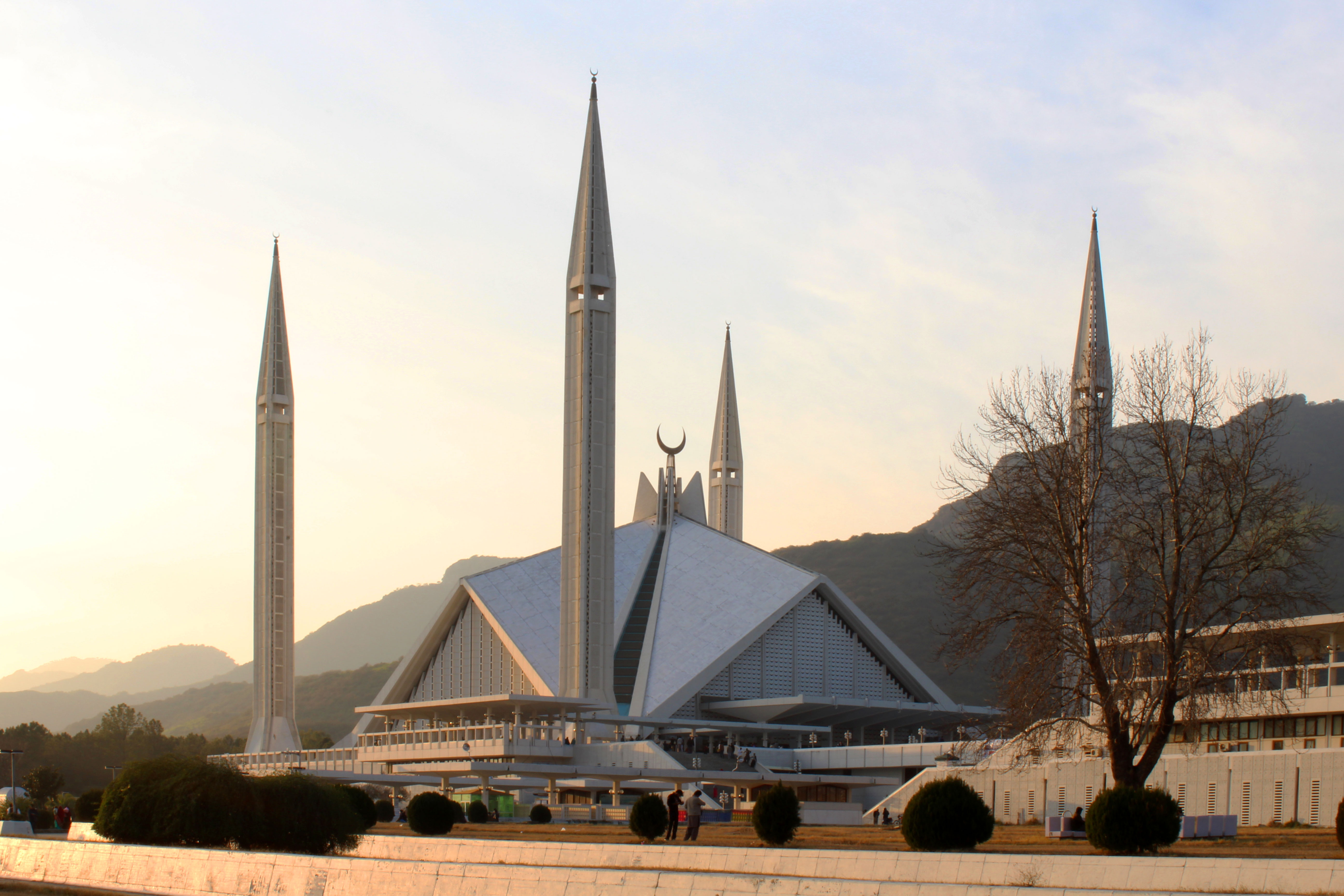
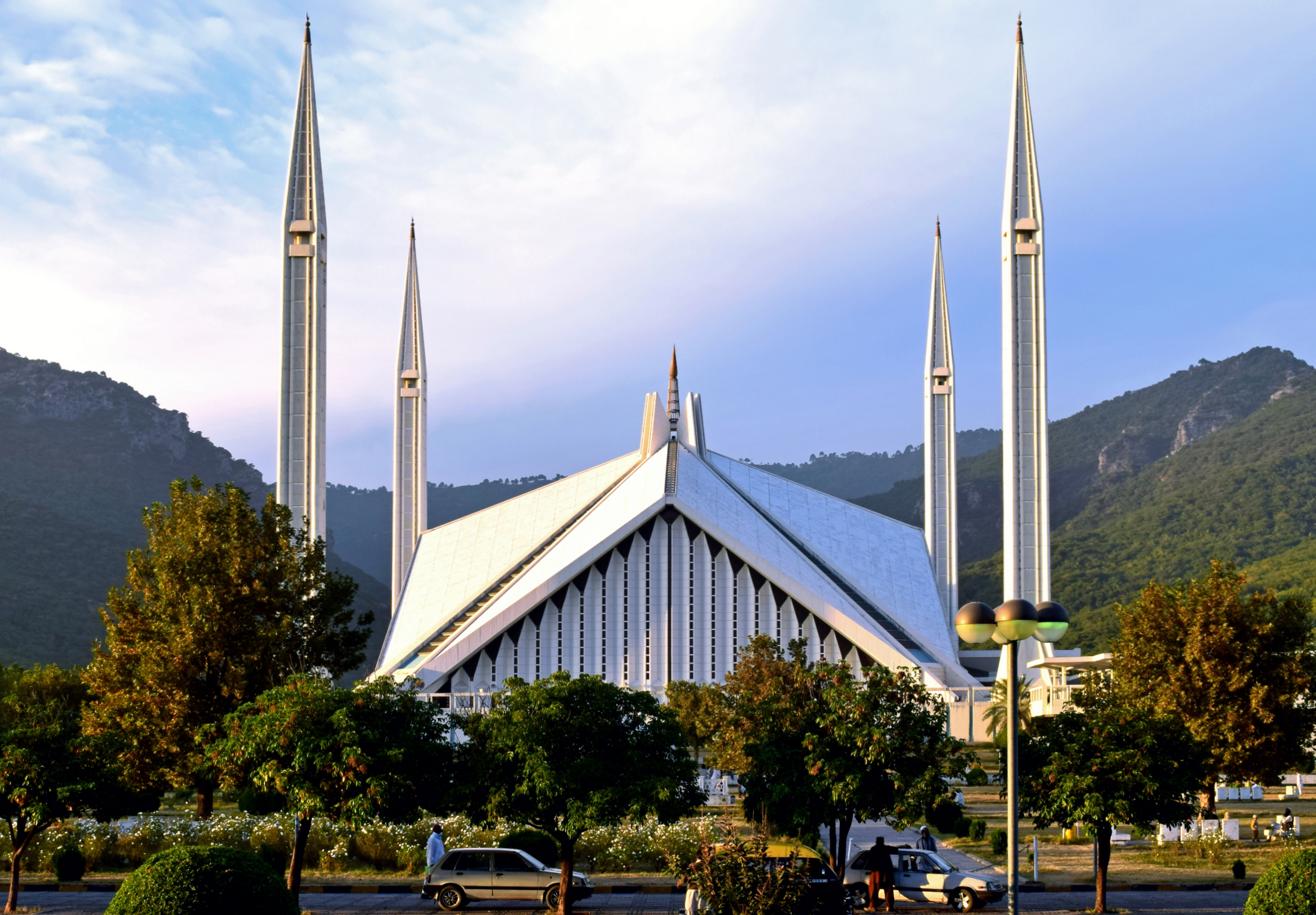
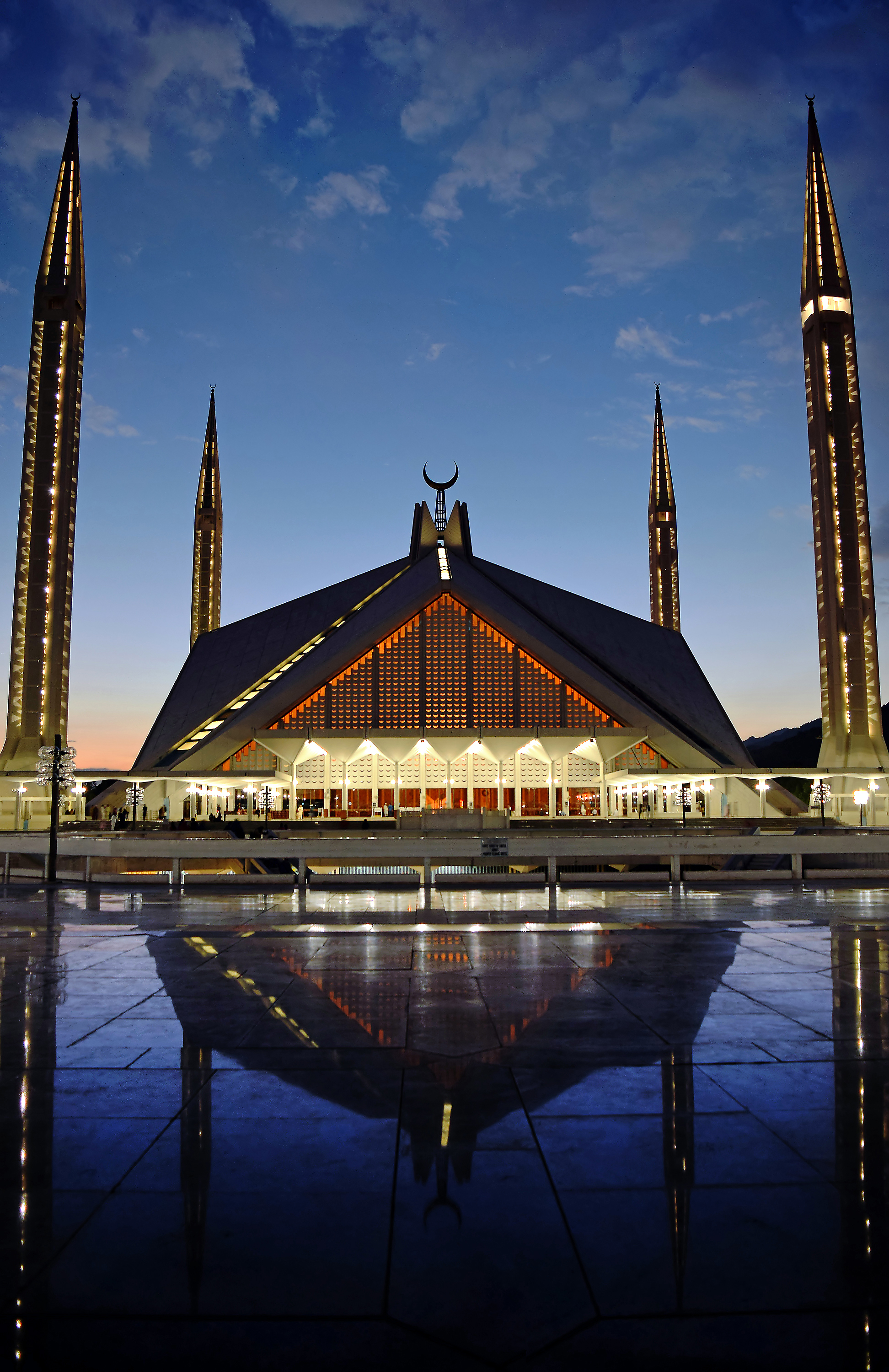
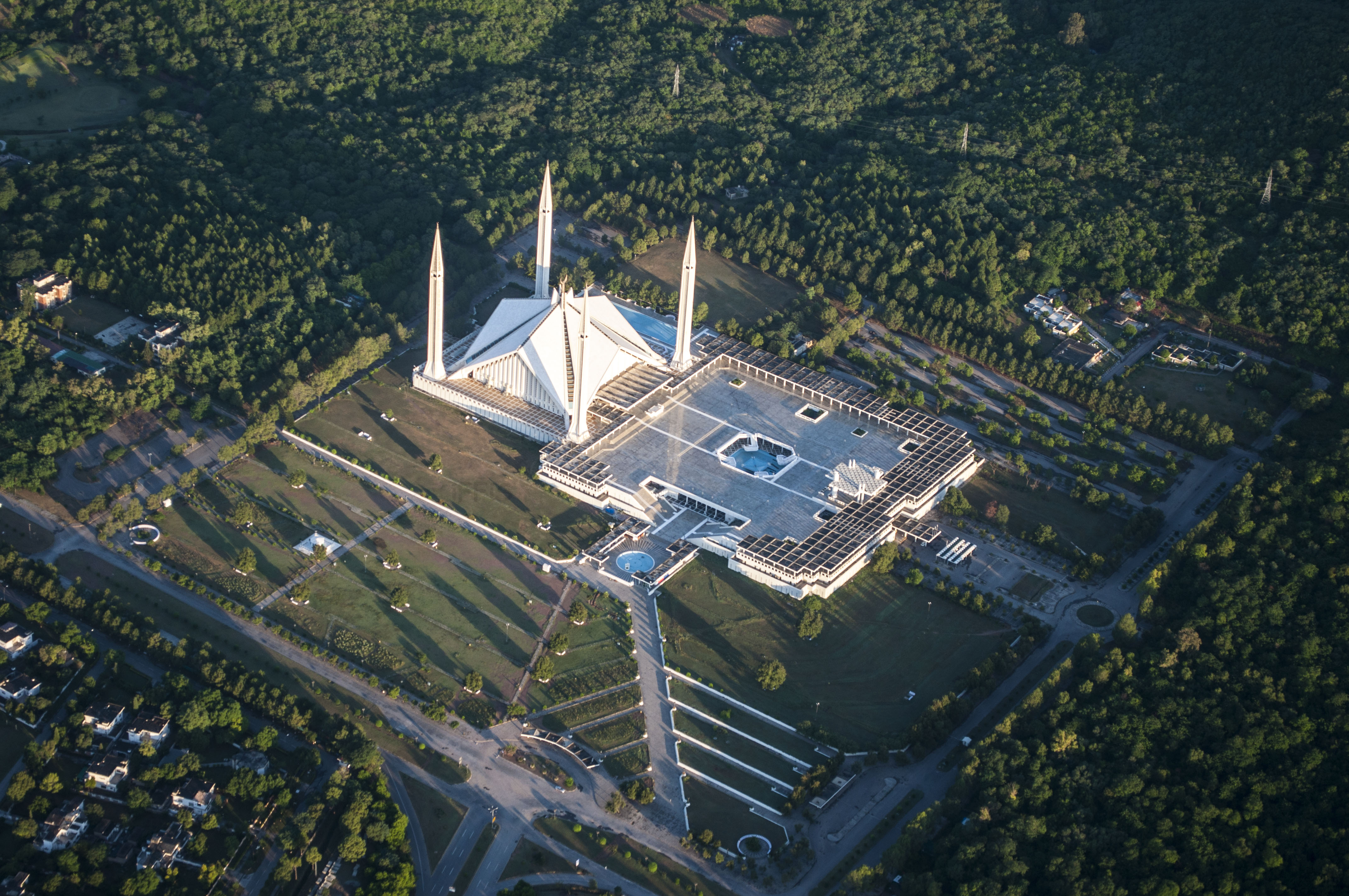
Aerial view
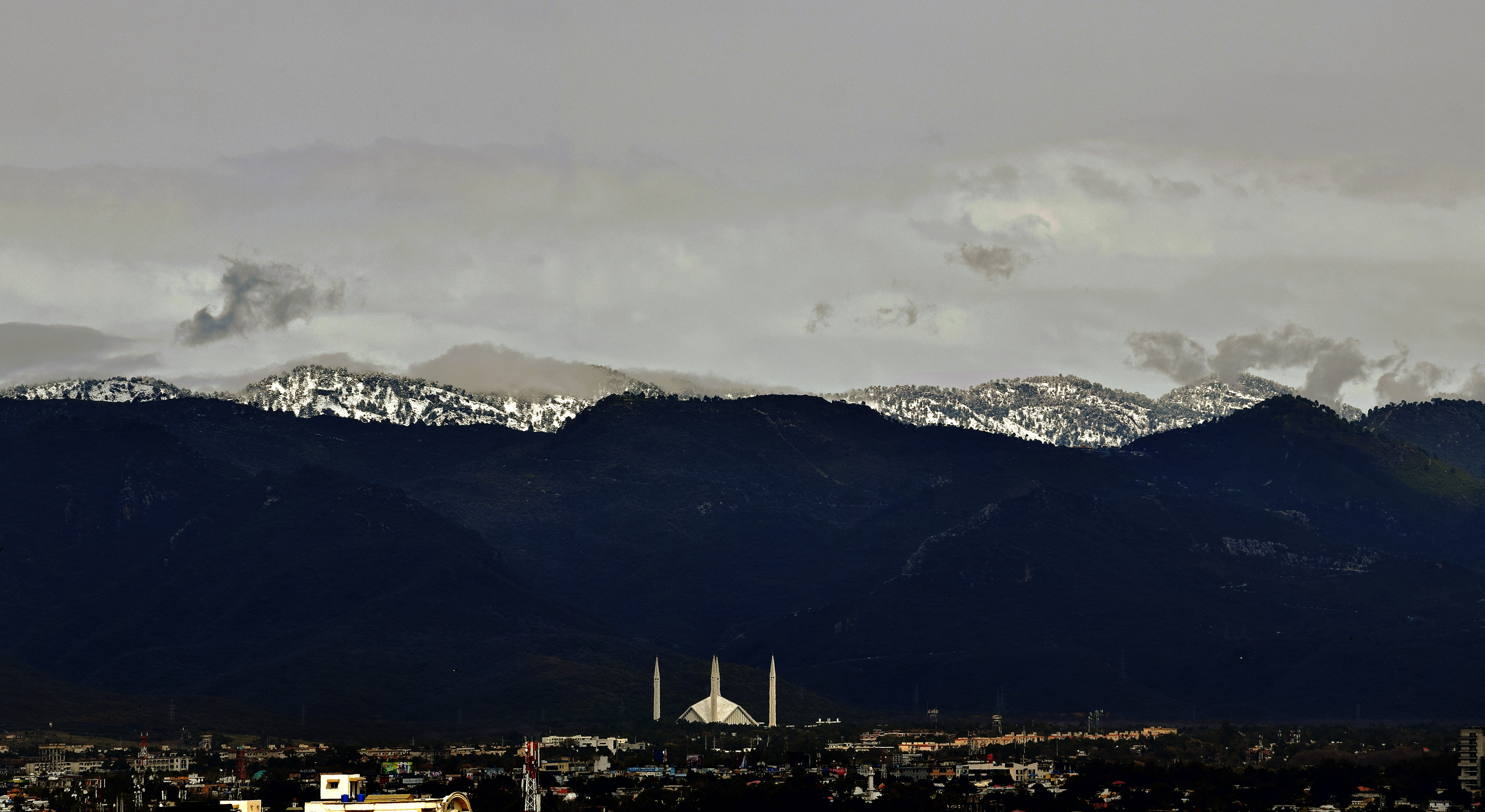
清真寺和白雪皑皑的马加拉山
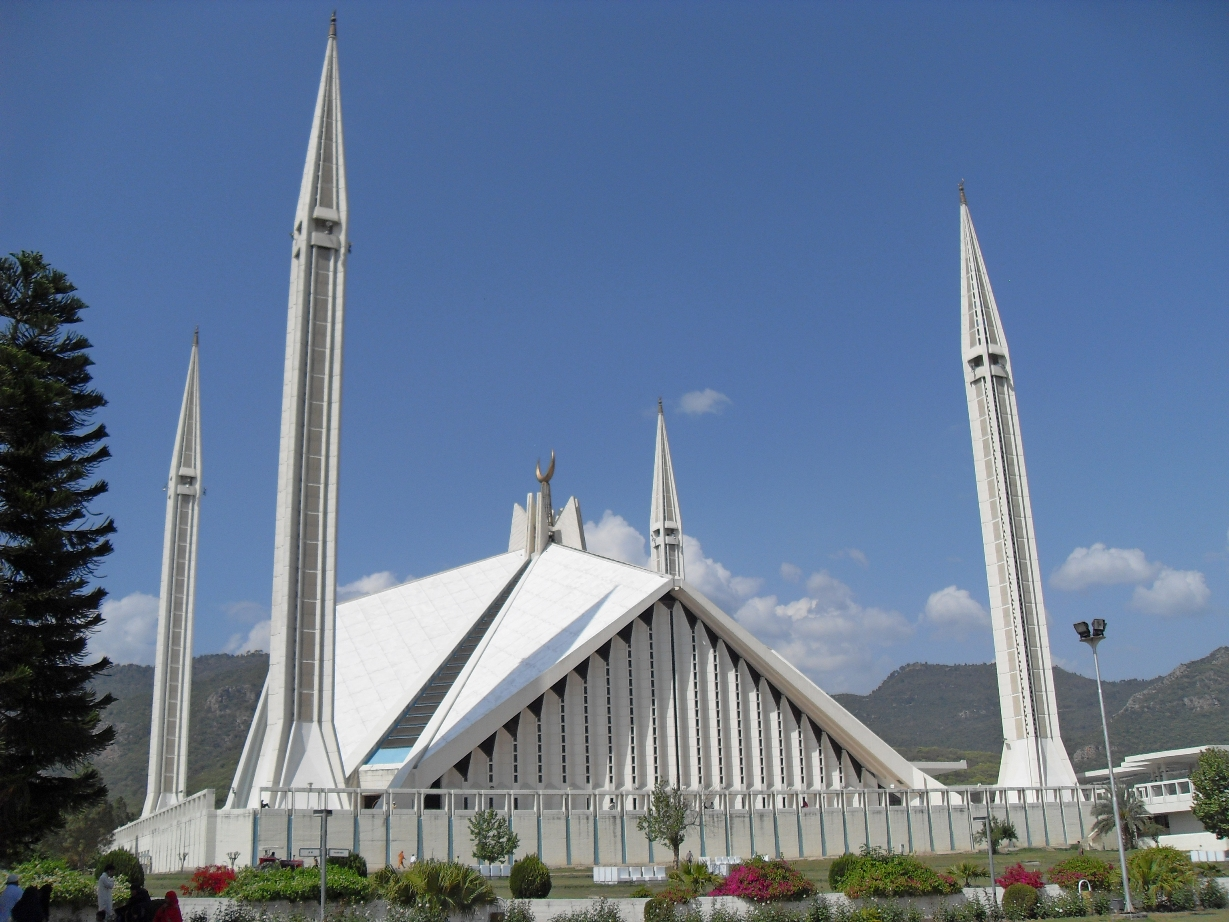
清真寺立面图
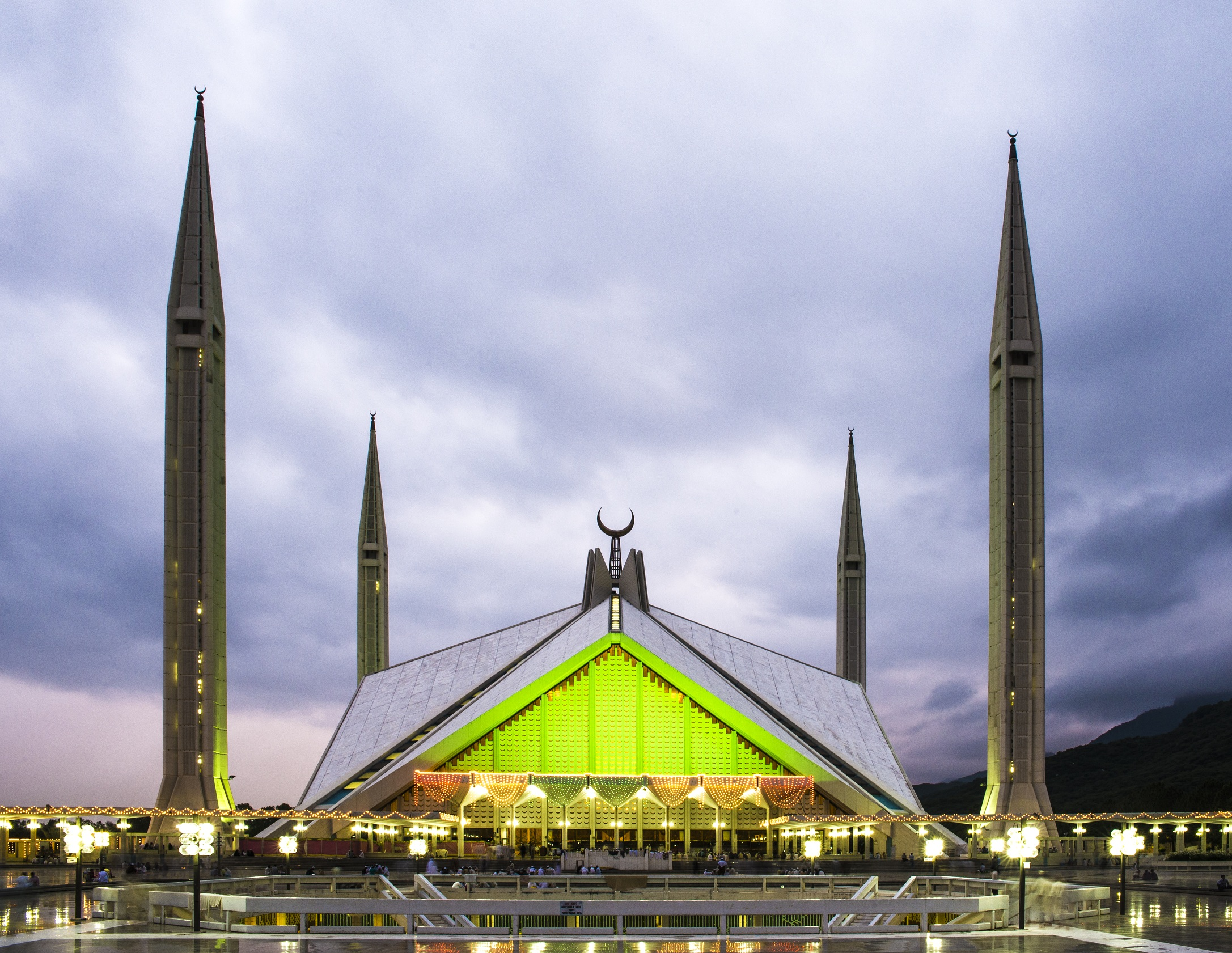
During 27th Ramadan
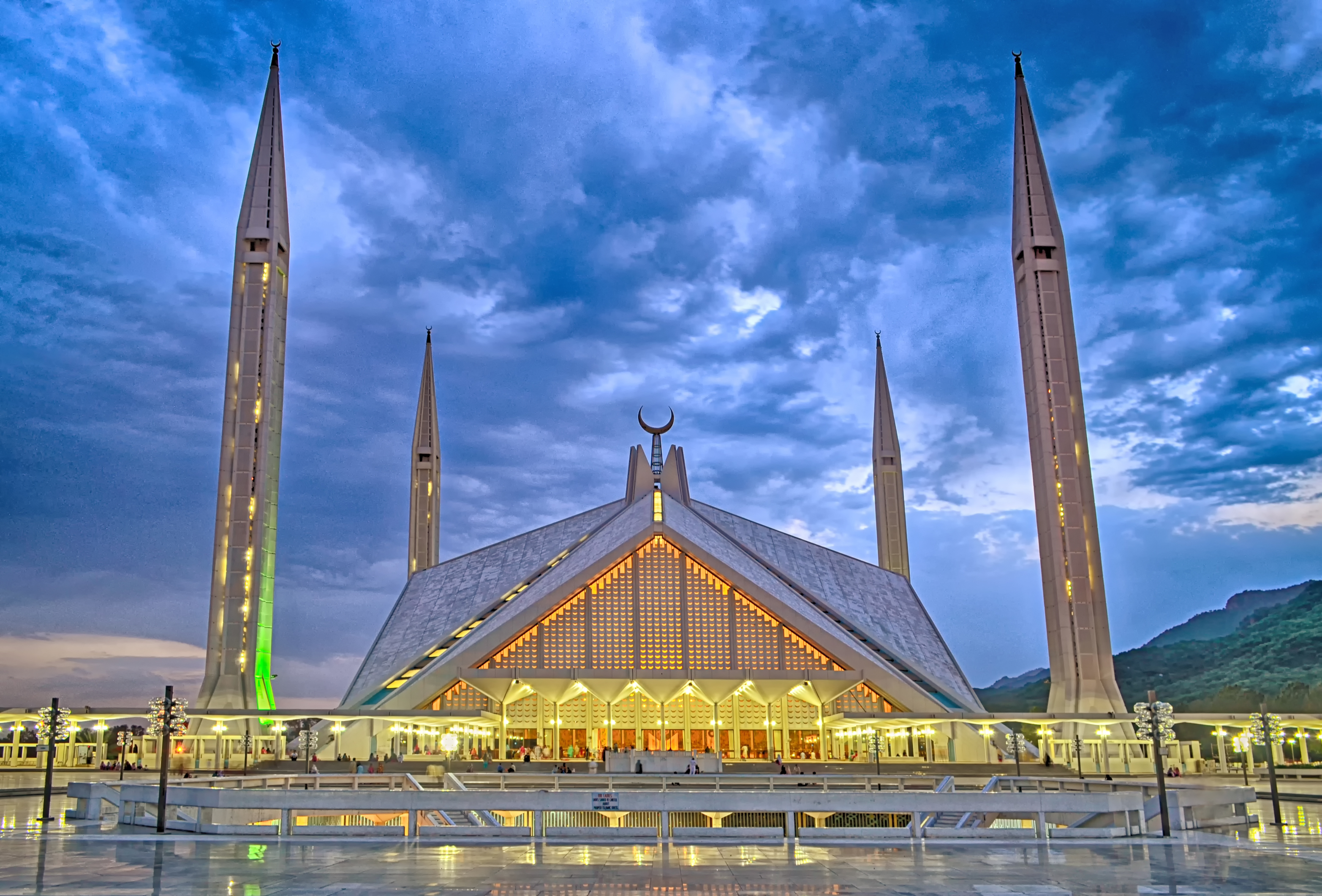
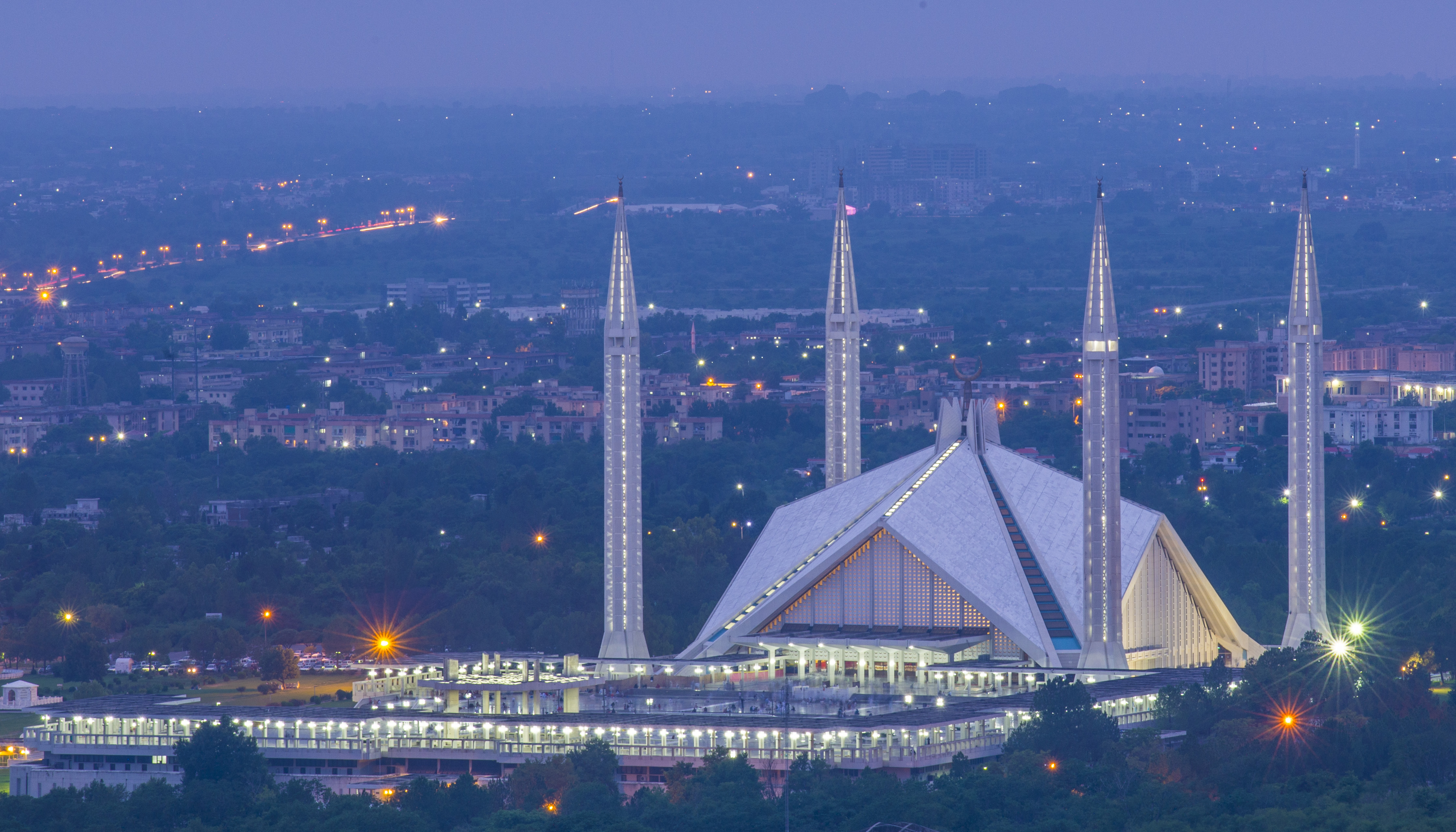
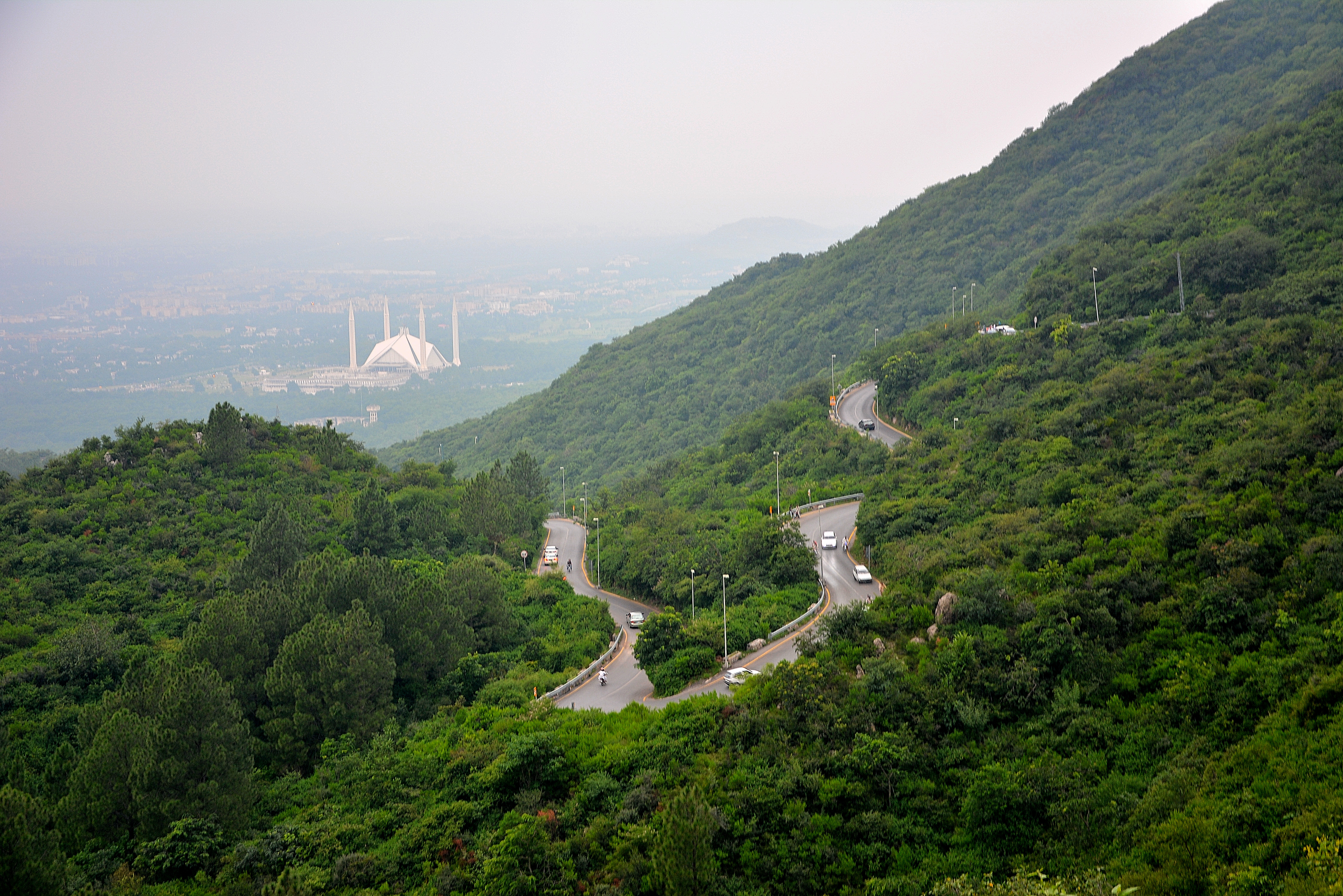
从Margalla Hills（英语：马加拉山）看到的风景
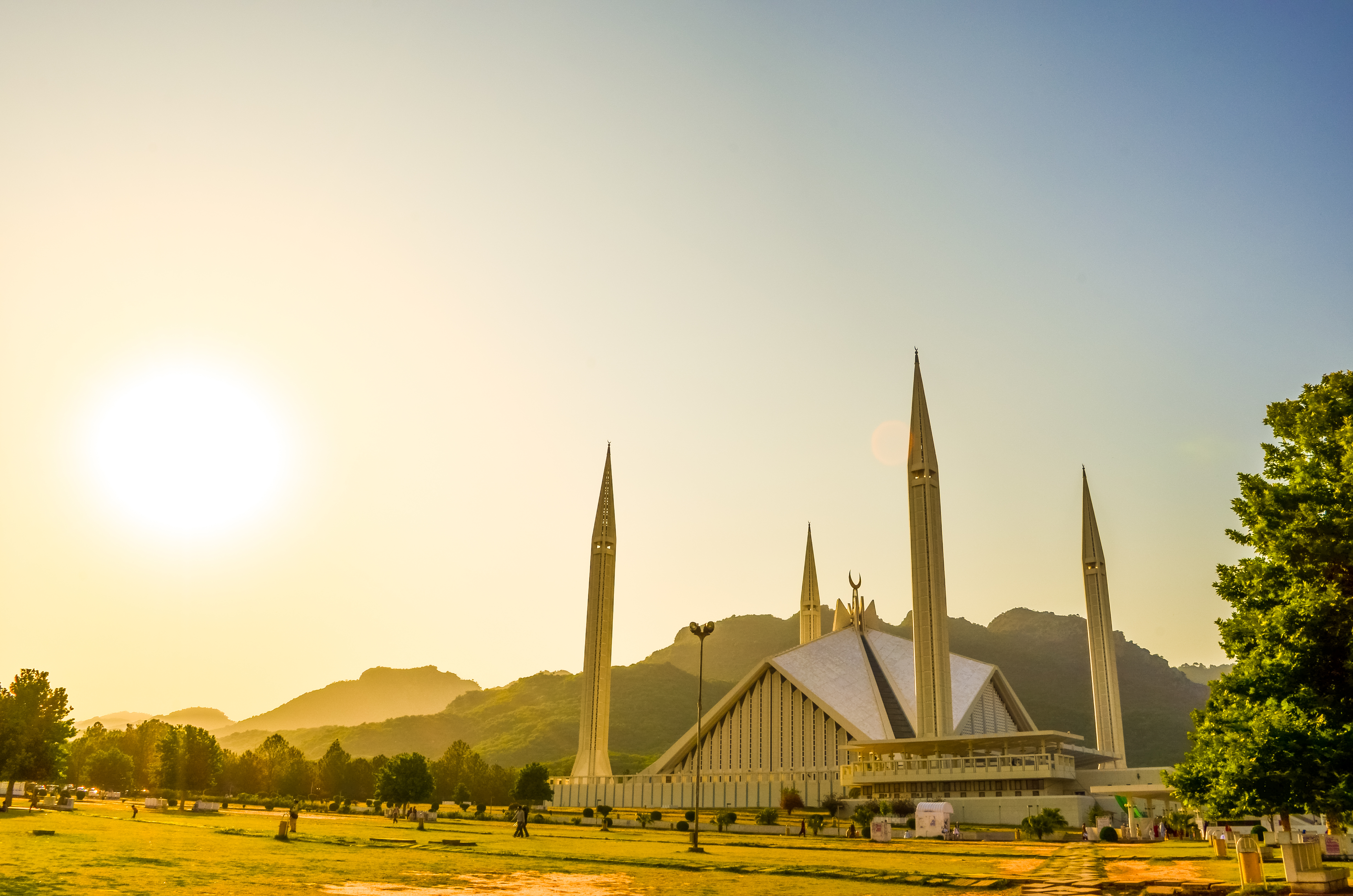
日落前景色
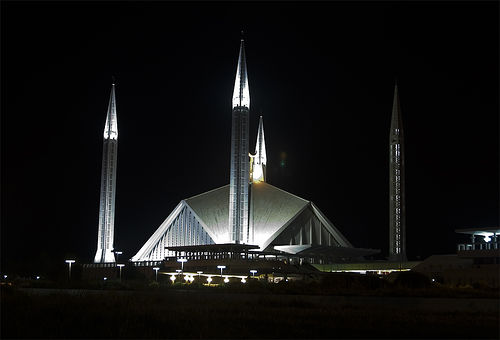
夜间祈祷时的清真寺
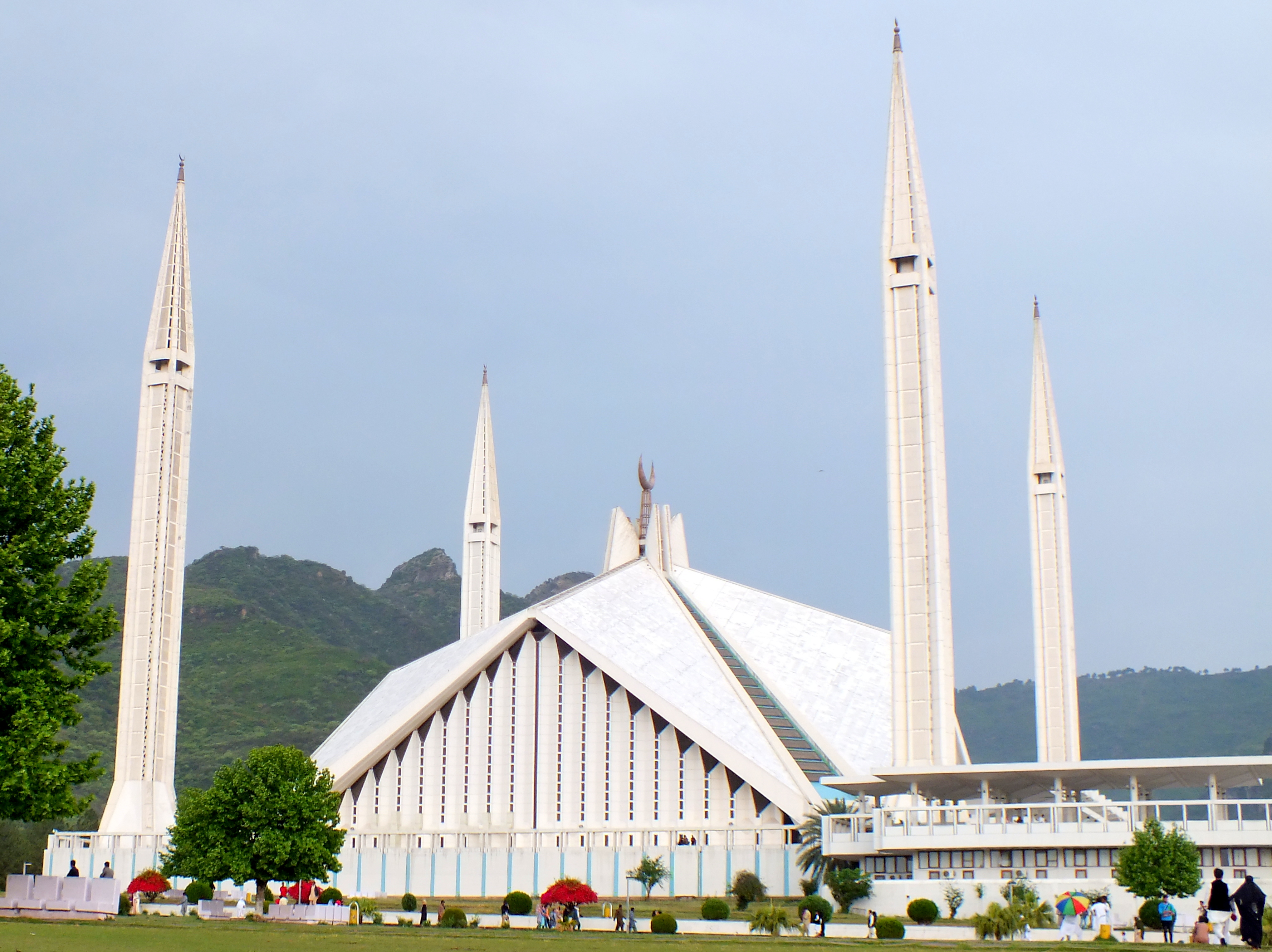
阴天时的费萨尔清真寺
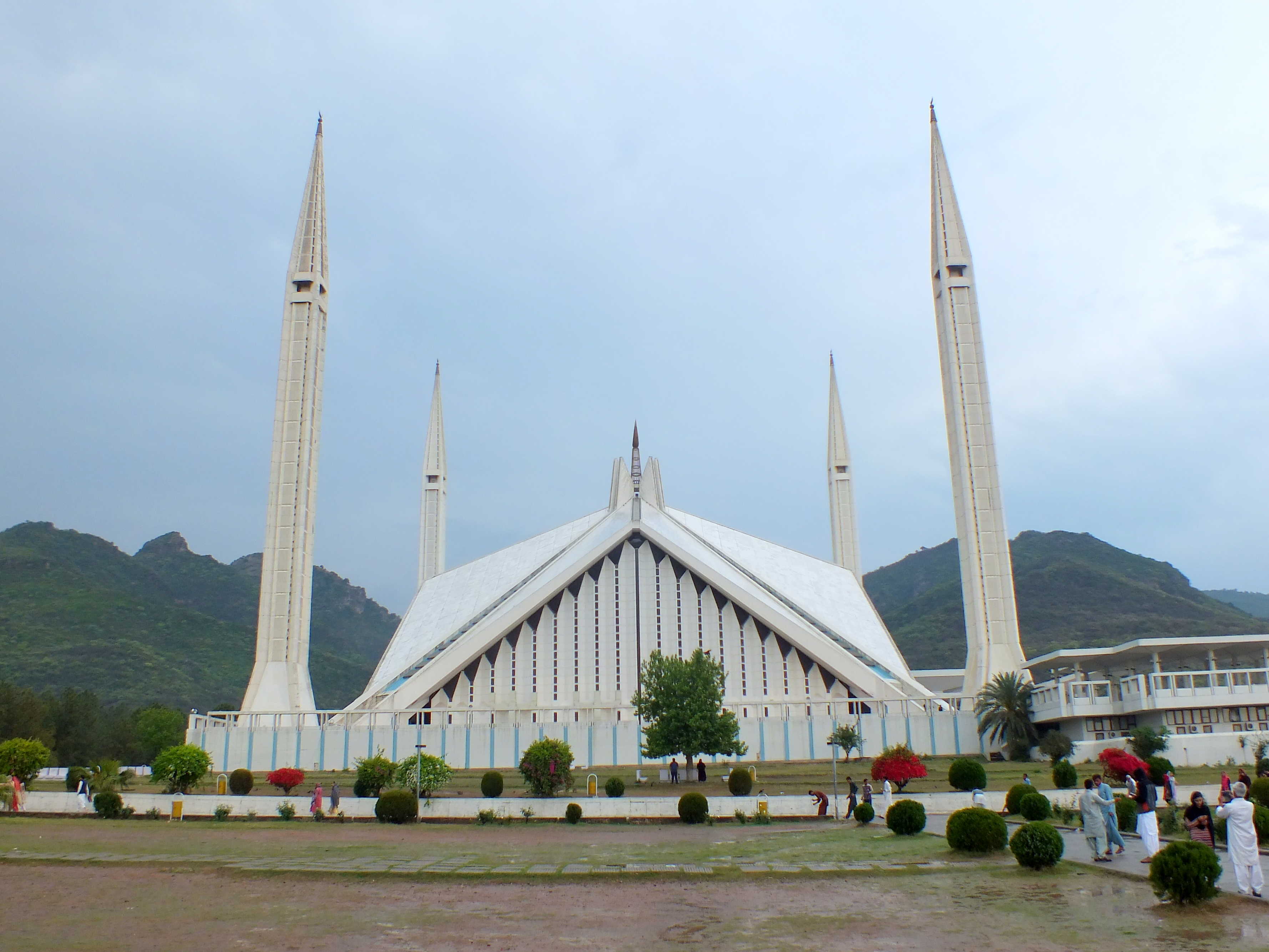
费萨尔清真寺正面图
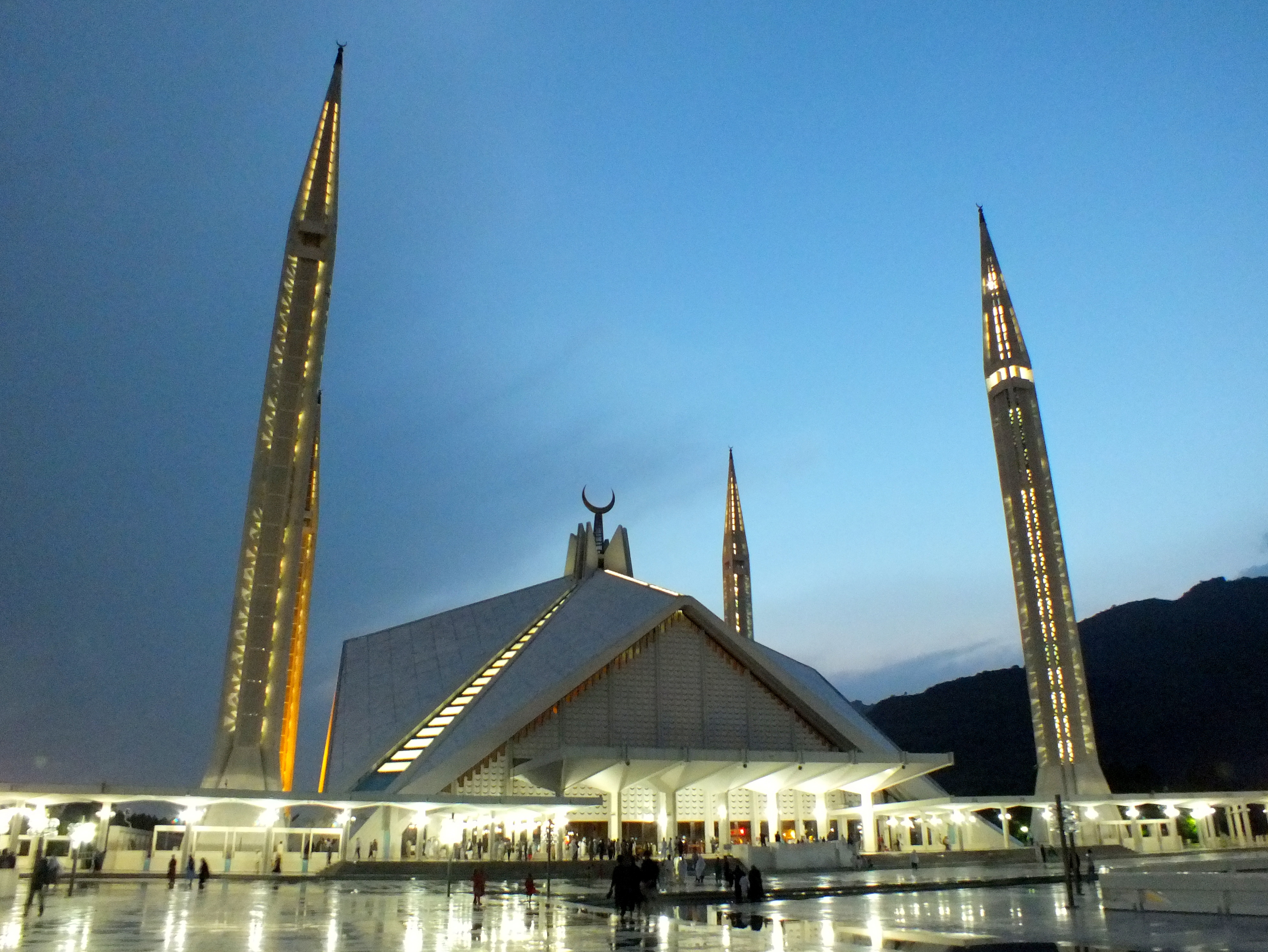
黄昏时的费萨尔清真寺
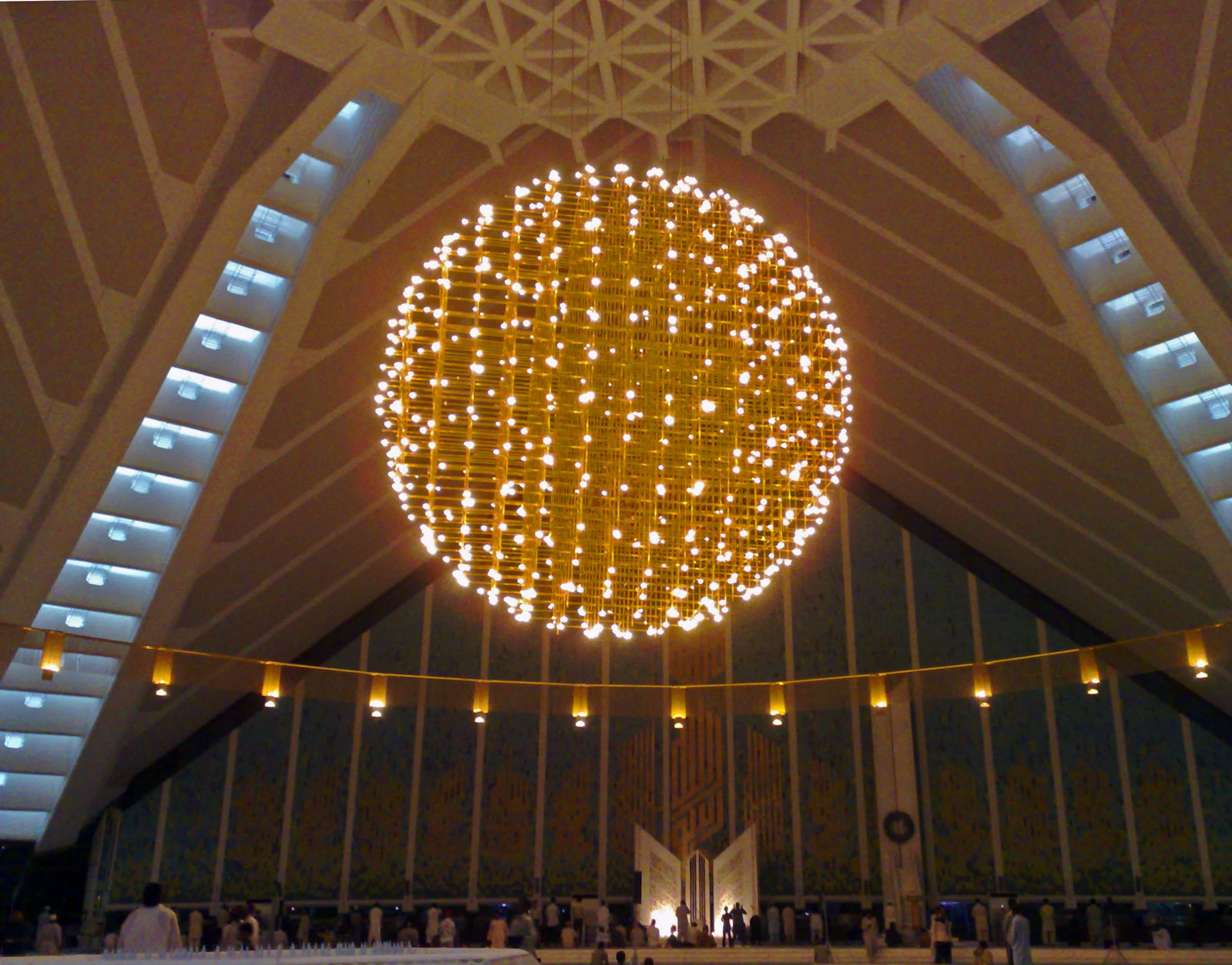
Faisal mosque main hall chandelier